# Vel Phillips
Velvalea Rodgers "Vel" Phillips (Milwaukee, 18 de fevereiro de 1924 - Milwaukee, 17 de abril de 2018) foi uma ativista social, advogada e juíza estadunidense. 

## Biografia
Ganhou uma bolsa de estudos nacional para cursar faculdade na Howard University, onde recebeu um diploma de Bacharel em 1946. Foi secretária de Estado de Wisconsin, lembrada muitas vezes como a primeira mulher e afro-americana a assumir esse cargo da história.